# Huttonechinus
Huttonechinus is een geslacht van uitgestorven zee-egels uit de familie Corystusidae.

## Verspreiding en leefgebied
Soorten uit dit geslacht leefden tijdens het Vroeg-Oligoceen in Nieuw-Zeeland.